# Chung Nguyen Do
Chung Thanh Nguyen Do (tiếng Bulgaria: Чунг Тханг Нгуен До; sinh ngày 23 tháng 5 năm 2005), còn được gọi là Đỗ Nguyễn Thành Chung hay Trần Thành Trung, là một cầu thủ bóng đá chuyên nghiệp người Việt Nam – Bulgaria hiện đang thi đấu ở vị trí tiền vệ cho câu lạc bộ Ninh Bình.

## Sự nghiệp câu lạc bộ
Sinh ra tại Sofia với cha mẹ là người Việt Nam (cha là người gốc Quảng Bình, mẹ là người gốc Hải Phòng), Do bắt đầu sự nghiệp của mình từ năm sáu tuổi tại học viện CSKA Sofia, trước khi chuyển đến Slavia Sofia. Tuy khởi đầu với vai trò là một thủ môn nhưng sau này anh đã chuyển sang chơi ở vị trí tiền vệ vì muốn tận hưởng trận đấu nhiều hơn. Vào mùa hè năm 2022, có thông tin cho rằng Barcelona bày tỏ sự quan tâm đến Do. Vào tháng 1 năm 2023, anh được đôn lên đội một của Slavia Sofia và cùng đội tham gia đợt huấn luyện mùa đông. Do có màn ra mắt sân chơi chuyên nghiệp của mình trong trận đấu với Pirin Blagoevgrad vào ngày 13 tháng 1 năm 2023.
Ngày 27 tháng 7 năm 2025, Do chuyển đến Việt Nam, ký hợp đồng 5 năm với đội bóng tân binh của V.League 1 là Ninh Bình.

## Sự nghiệp quốc tế
Do đủ điều kiện thi đấu cho cả Bulgaria và Việt Nam, anh đã từng đại diện cho Bulgaria ở các cấp độ trẻ. Do được triệu tập lên đội tuyển U-17 Bulgaria vào năm 2021 và giúp đội giành quyền tham dự vòng chung kết Giải vô địch U-17 châu Âu 2022. Vào tháng 9 năm 2022, anh được triệu tập lên đội tuyển U-19 Bulgaria tham dự các trận đấu tại vòng loại Giải vô địch U-19 châu Âu 2023.
Vào ngày 18 tháng 3 năm 2023, Do lần đầu tiên nhận được lệnh triệu tập lên đội tuyển U-21 Bulgaria cho giải đấu giao hữu Antalya Cup tại Thổ Nhĩ Kỳ từ ngày 25 đến ngày 28 tháng 3 năm 2023.
Vào ngày 6 tháng 8 năm 2025, yêu cầu được chuyển sang thi đấu quốc tế cho Việt Nam của Do đã được FIFA chấp thuận.

## Đời tư
Do có quốc tịch Việt Nam từ năm 2018, dưới tên thật trong tiếng Việt của mình là Trần Thành Trung. Em trai của anh là Thang Chung Chan (Trần Trung Thắng) cũng là một cầu thủ bóng đá và chơi ở vị trí tiền vệ giống anh trai mình, hiện đang khoác áo Slavia Sofia.

## Thống kê sự nghiệp

### Câu lạc bộ
Tính đến ngày 18 tháng 5 năm 2023
| Câu lạc bộ      | Hạng đấu  | Mùa giải | Vô địch Quốc gia | Vô địch Quốc gia | Cúp Quốc gia | Cúp Quốc gia | Châu lục | Châu lục | Khác | Khác | Tổng số | Tổng số |
| Câu lạc bộ      | Hạng đấu  | Mùa giải | ST               | BT               | ST           | BT           | ST       | BT       | ST   | BT   | ST      | BT      |
| --------------- | --------- | -------- | ---------------- | ---------------- | ------------ | ------------ | -------- | -------- | ---- | ---- | ------- | ------- |
| Slavia Sofia II | Hạng ba   | 2022–23  | 20               | 0                | –            | –            | –        | –        | –    | –    | 20      | 0       |
| Slavia Sofia    | Hạng nhất | 2022–23  | 12               | 0                | 1            | 0            | –        | –        | –    | –    | 13      | 0       |
| Tổng số         | Tổng số   | Tổng số  | 32               | 0                | 1            | 0            | 0        | 0        | 0    | 0    | 33      | 0       |

1. ↑  Tính cả các trận đấu ở Siêu cúp Quốc gia Bulgaria.